# Grésy-sur-Isère
Grésy-sur-Isère – miejscowość i gmina we Francji, w regionie Owernia-Rodan-Alpy, w departamencie Sabaudia.
Według danych na rok 1990 gminę zamieszkiwało 890 osób, a gęstość zaludnienia wynosiła 99 osób/km² (wśród 2880 gmin regionu Rodan-Alpy Grésy-sur-Isère plasuje się na 843. miejscu pod względem liczby ludności, natomiast pod względem powierzchni na miejscu 1203.).
Przez gminę przepływa rzeka Isère. 